# Ян Ковальчик
Ян Ковальчик (пол. Jan Kowalczyk, 18 грудня 1941 — 24 лютого 2020) — польський вершник.
Олімпійський чемпіон 1980 року в індивідуальному конкурі, срібний призер 1980 року в командному конкурі.
Бронзовий призер ігор Дружба-84 в командному конкурі.